# Euphaedra bipunctata
Euphaedra bipunctata är en fjärilsart som beskrevs av Abel Dufrane 1933. Euphaedra bipunctata ingår i släktet Euphaedra och familjen praktfjärilar. Inga underarter finns listade i Catalogue of Life.